# 手套箱 (汽車)

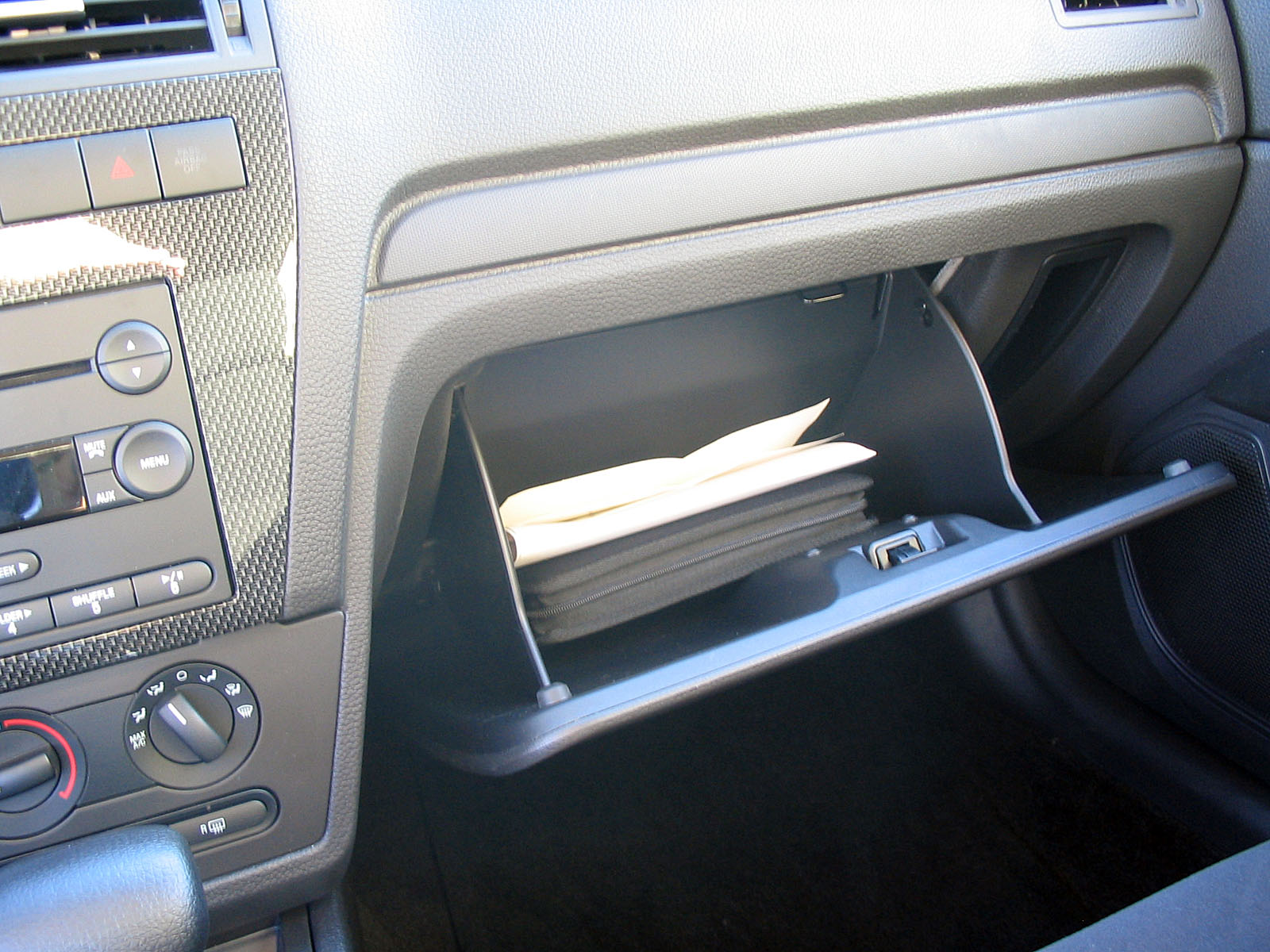
福特Fusion的手套箱，內放有車主手冊。

手套箱（英語：Glove compartment，或），是汽車驾驶舱內集成在仪表板上的一個储物空間，多位於副駕駛的腿部位置。早期專供駕駛人放置手套因而得名。手套箱在面包车通常是敞开的结构，而多数乘用车的手套箱则带有可供关闭的盖。在有的车型中，还可以通过车钥匙来上锁。
手套箱中常常集成有笔夹或者杯托。在高端的车型中，常常会带有冷却功能，可以把冷气从空调中引导进入手套箱，用以冷却食品等。过去的手套箱内常常置有方便取物的照明灯，当手套箱打开时，照明灯便会自动亮起。但出于节省成本的考虑，汽车制造商开始逐渐取消手套箱内的照明灯。